# Coalition électorale de la bonne personne
La Coalition électorale de la bonne personne (en mongol : Зөв Хүн Электорат Эвсэл romanisé : Zöv Khün Elektorat Evsel abrégé XYH ou ZKEE) est une alliance politique mongole fondée en 2020 par le Parti national-travailliste, le Parti social-démocrate mongol et le Parti de la justice.
Selon sa déclaration, la Coalition cherche à corriger les distorsions du système en Mongolie, à construire une société humaine et heureuse qui respecte les intérêts nationaux fondamentaux, l'histoire, la culture, les traditions et l'unité, et qui respecte le développement humain, l'État de droit, la justice et la sécurité sociale.

## Résultats électoraux

### Élections présidentielles
| Année | Candidat                | 1er tour | 1er tour | 2d tour | 2d tour | Résultat |
| Année | Candidat                | Voix     | %        | Voix    | %       | Résultat |
| ----- | ----------------------- | -------- | -------- | ------- | ------- | -------- |
| 2021  | Dangaasurengiin Enkhbat | 246 968  | 20,32    | -       | -       | Élu Non  |

### Élections législatives
| Élection | Votes   | %    | Siège  | +/– | Rang | Gouvernement |
| -------- | ------- | ---- | ------ | --- | ---- | ------------ |
| 2020     | 209 104 | 5,23 | 1 / 76 | Nv  | 5e   | Opposition   |